# Maura Genovesi
Maura Genovesi (Lucca, 25 maggio 1973) è una tiratrice a segno italiana.

## Carriera
Fra i risultati spiccano le due Carte Olimpiche conquistate per Atene e Pechino, il secondo posto alla tappa di Coppa del Mondo di Rio de Janeiro 2008 ed il titolo Europeo a Squadre Juniores.
Detentrice del Record Italiano di Pistola Sportiva con 589/600.
Sposata con Nicola Pizzi, anche lui tiratore della Nazionale.